# Dorfchemnitz
Dorfchemnitz  est une commune de Saxe (Allemagne), située dans l'arrondissement de Saxe centrale, dans le district de Chemnitz.

## Personnalités liées à la commune
Le chimiste suisse Michael Grätzel est né à Dorfchemnitz.